# Józef Wróbel

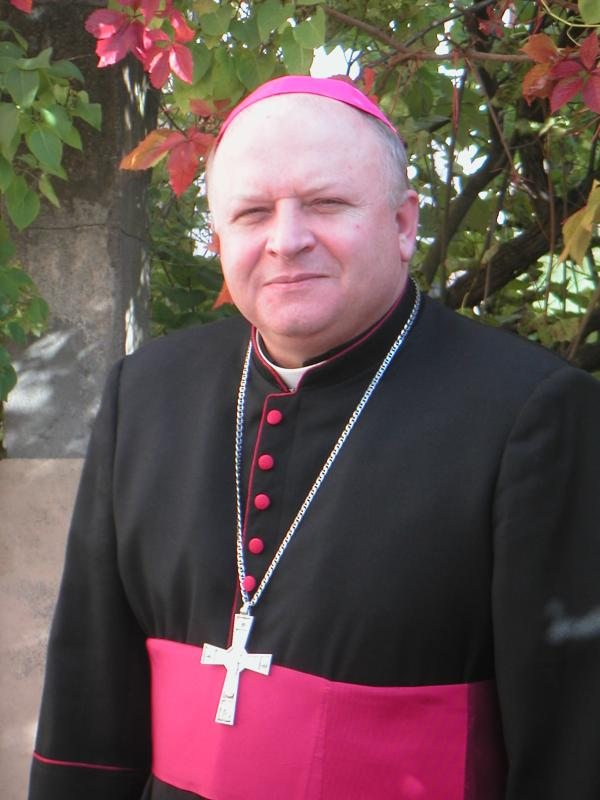
Józef Wróbel (2004)

Józef Wróbel SCI (* 18. Oktober 1952 in Bestwina) ist ein polnischer Ordensgeistlicher und römisch-katholischer Weihbischof in Lublin.

## Leben
Józef Wróbel trat der Ordensgemeinschaft der Dehonianer bei, legte am 28. Dezember 1974 die Profess ab und der Erzbischof von Krakau, Franciszek Kardinal Macharski, weihte ihn am 12. Juni 1980 zum Priester. Papst Johannes Paul II. ernannte ihn am 30. November 2000 zum Bischof von Helsinki.
Der Präsident des Päpstlichen Rat zur Förderung der Einheit der Christen, Edward Idris Kardinal Cassidy, spendete ihm am 27. Januar des nächsten Jahres die Bischofsweihe; Mitkonsekratoren waren Piero Biggio, Apostolischer Nuntius in Island, Finnland, Norwegen, Schweden und Dänemark, und Gerhard Schwenzer SSCC, Bischof von Oslo.
Als Wahlspruch wählte er Omnia mea tua sunt. 

## Rücktritt
Am 28. Juni 2008 wurde er zum Weihbischof in Lublin und Titularbischof von Suas ernannt. Bischof Wróbel wurde auf eigenen Wunsch von seinem Amt als Bischof von Helsinki entbunden. Er wurde auf sein Bitten hin zum Weihbischof in Lublin berufen und bekleidet an der Katholischen Universität Lublin eine Professur. Der Rücktritt Wróbels lässt sich auf einen alten kirchlichen Richtungsstreit zwischen seinem Nachfolger, Bischof Teemu Sippo SCI und ihm zurückführen. Der damalige Pater Sippo wurde vom amtierenden Bischof Wróbel in früheren Jahren als Dompfarrer abgelöst.